# Ernest Meissonier
Jean-Louis-Ernest Meissonier, född den 21 februari 1815 i Lyon, död den 21 januari 1891 i Paris, var en fransk målare, far till Charles Meissonier. 

## Biografi
Meissonier, som i unga år kom till Paris och där måste förtjäna sitt uppehälle, gjorde sig bemärkt som illustratör (Bernardin de Saint-Pierres arbeten med flera). Han studerade mestadels på egen hand och kände sig framför allt tilltalad av de gamla holländarnas målningar i Louvren. De samtida riktningarna inom konsten, striderna mellan klassicitet och romantik, lämnade honom däremot oberörd, han gick från början sin egen väg. Hans iakttagelseförmåga var skarp, och hans teckning blev  träffsäker och elegant. Degas har sagt, att "med undantag av Ingres har ingen tecknat bättre än Meissonier".
Som målare debuterade han 1834 med Borgare i Zaandam på besök hos borgmästaren. Denna målning följdes av en rad situationsbilder med figurer i 1500-, 1600- eller 1700-talsdräkter, målningar hållna i mycket litet format och med få undantag utan något berättande eller dramatiskt innehåll men med figurerna med stor konst insatta i miljön och alltid noggrant studerade efter levande modell. De har en god tidskaraktär, uppträder aldrig konstlat eller uppstyltat och ger aldrig intryck av att vara överflyttade från gamla tavlor. Trots målningarnas miniatyrformat är behandlingssättet ganska brett, aldrig spetsigt eller petigt. Men koloriten har en viss hårdhet, och i friluftsmåleriets tid påpekades avsaknaden av atmosfäriskt liv.

## Små situationsbilder
Meissoniers små situationsbilder behandlar motiv som En läsande man (1840), Schackspelare (1841), Tre vänner (1848), Amatörerna (1852), Föreläsning hos Diderot, Ryttare rastar utanför ett värdshus (flera olika kompositioner). Någon gång gick han utom detta område, exempelvis i Barrikaden, där de döda ligger kvar efter striden på stridsplatsen – ett minne från 1848 års gatustrider (1850) – och de båda av stark dramatisk spänning fyllda bilderna Bravi (1852, två lurande banditer) och Slagsmålet (1855, köptes av prins Edvard av Wales – framställer ett vilt slagsmål på en krog; figurernas rörelse ytterst väl studerad). 

## Napoleon III vid slaget vid Solferino, 24 juni 1859 (oljemålning 1863)

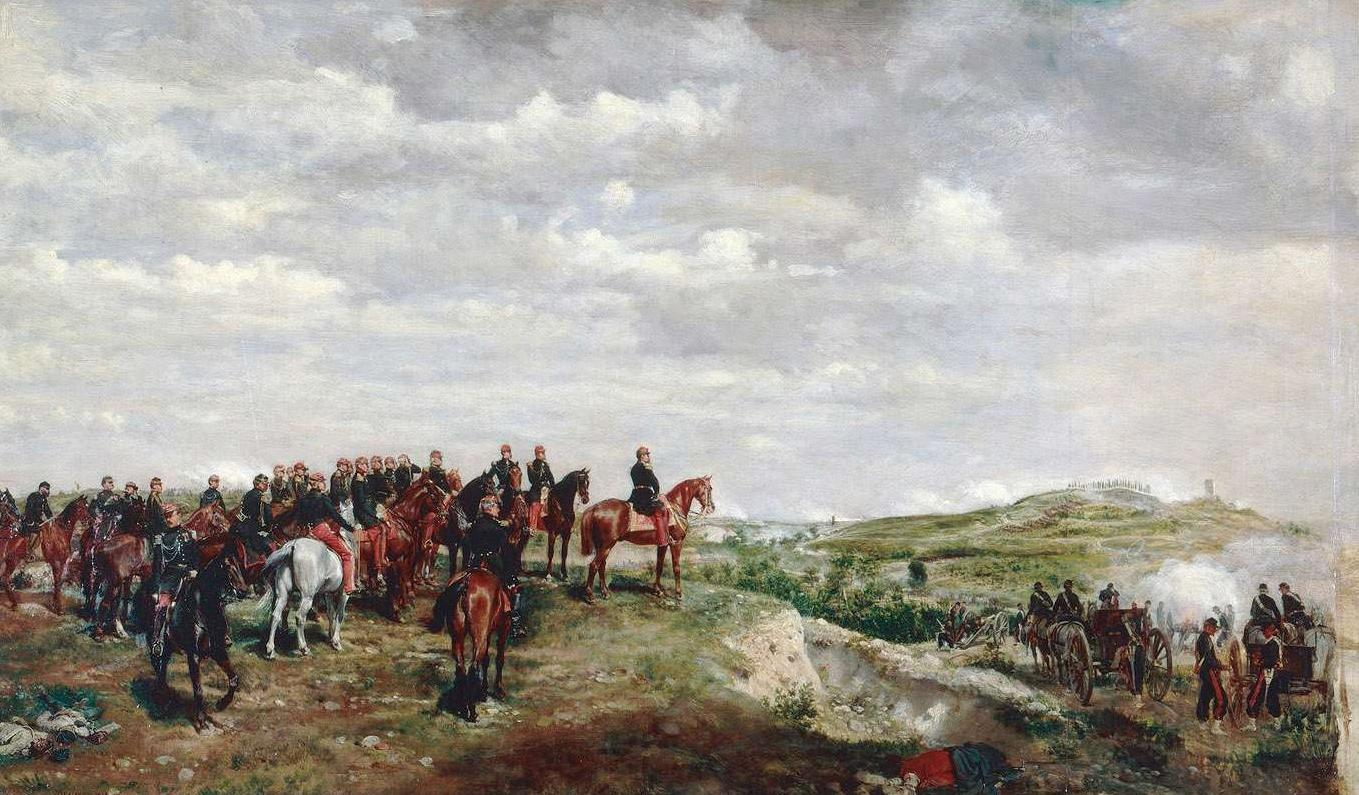
Napoleon III vid slaget vid Solferino, oljemålning utförd 1863 av Ernest Meissonier. Slaget vid Solferino var ett slag som ägde rum den 24 juni 1859 i trakten kring Solferino i norra Italien.

För Jean-Louis-Ernest Meissonier blev detaljerad historisk korrekthet en passion. Mycket av sin tid ägnade han sig åt att få uppgifter bekräftade, så han målade bara två i serien av fem bilder som han hade planerat att skildra scener ur Napoleon Buonaparts karriär.
Från sina vanliga motiv fördes Meissonier in på mera omfattande kompositioner, då han målade Napoleon III vid slaget vid Solferino (i akvarell 1859, i olja 1864 - tavlan var avsedd för Versailles, men dess lilla format föranledde, att den i stället fick sin plats i Louvren).
Som officer under Napoleon III var Meissonier var engagerad i 1859 års italienska aktion och han fann material till hands för sin första viktiga historiska målning Napoleon III vid slaget vid Solferino (1863). Slaget vid Solferino var ett slag som ägde rum den 24 juni 1859 i trakten kring Solferino i norra Italien. Samhället är mest känt för slaget vid Solferino, där schweizaren Henri Dunant fick en idé om en frivillig nationell organisation för att hjälpa skadade soldater. Förlorare i slaget blev främst de tiotusentals dödade och sårade. Formella segrare var Frankrike och Sardinien, under Napoleon III och Viktor Emanuel II.

## 1814 - Fälttåg i Frankrike (oljemålning 1864)

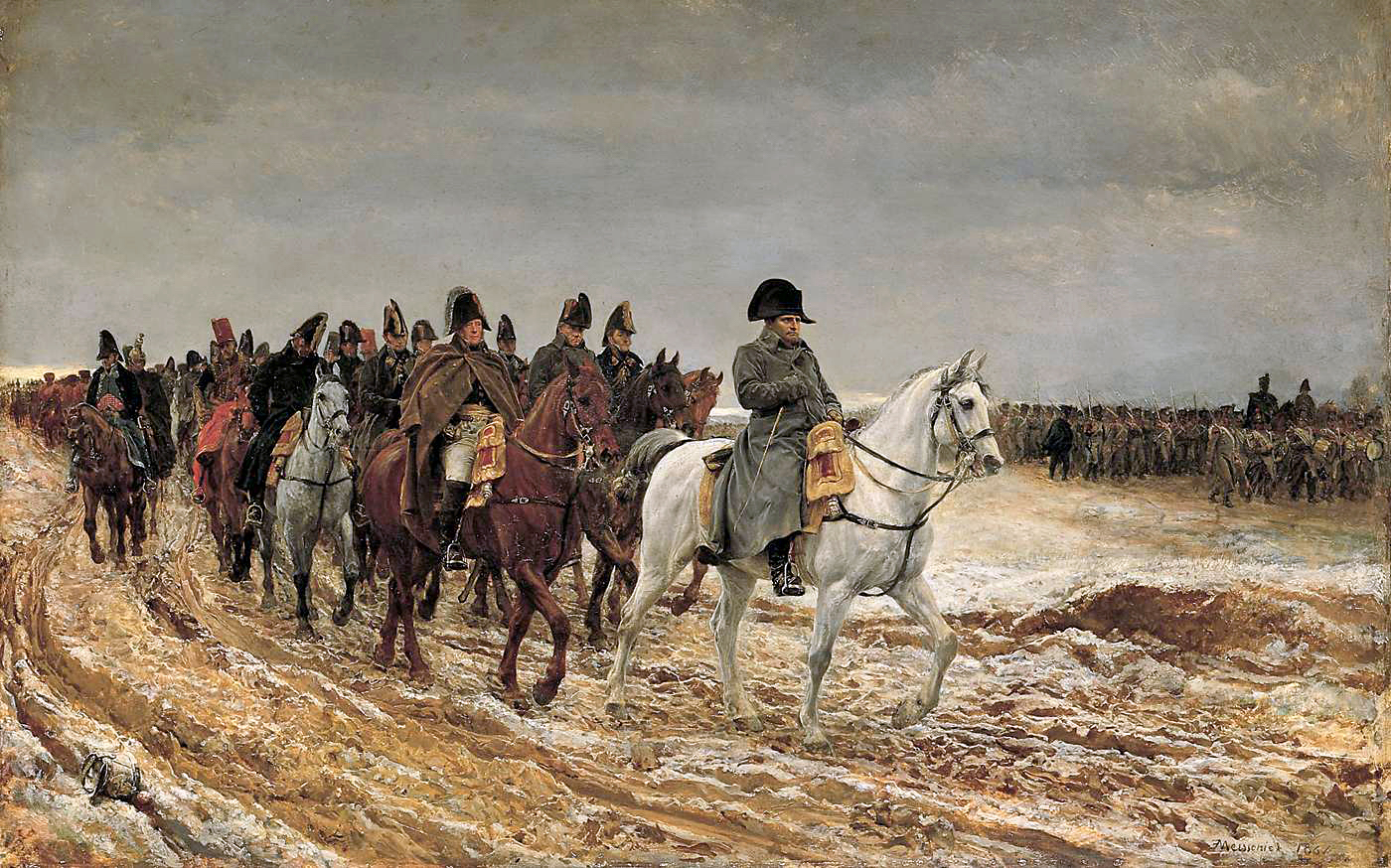
1814 - Fälttåg i Frankrike, oljemålning utförd 1864 av Ernest Meissonier. Napoleon och hans personal återvänder från Soissons i Picardie i Frankrike efter slaget vid Laon i norra Frankrike (1814). Mannen med pälsen runt sina axlar är den franske militären och hertigen Michel Ney. Utanför staden Laon stod 9-10 mars 1813 slaget vid Laon, där Napoleon besegrades av Gebhard Leberecht von Blücher. 1814 låg Laon i det bakre fästningssystemet som täckte Paris försvar.
Musée d'Orsay, Paris.

1814 - Fälttåg i Frankrike, som visar Napoleon med sin stab på återtåg, en historiemålning i litet format, men av storhet i uppfattning och karakteristik, var ett av den dåtida konstens mästerverk, 1864, först i Louvren, nu i Musée d'Orsay. Trots detaljtroheten i dessa målningar såg Meissonier massornas rörelse i stort, vilket gav en ypperlig helhetsverkan.
År 1859, när Meissonier påbörjade målningen av den stora reträtten 1814 - Fälttåg i Frankrike var förhållandena mycket annorlunda. Han spårade alla möjliga informationskällor och gamla soldater av rang och söner till dem som hade tjänstgjort under "Le Petit Caporal" (Den lille korpralen) tillfrågades för fakta. Lyckligtvis ägde "Musée des Souverains" den "gråa bonjouren" (den gråa damkappan) som bars av kejsaren och han lånade detta som en exceptionell favör. Därmed kunde Meissonier avsluta huvudpersonen i bilden, Napoleon III, till sin belåtenhet.
Med sitt enorma arbete framför ögonen på sina landsmän blev framgången uppenbar år 1891, samma år som han avled, när målningen köptes av Alfred Chauchard för £ 28,000. I sin livstid kunde Jean-Louis-Ernest Meissonier avnjuta ett renommé som sällan får upplevas av konstnärer. Han blev dekorerad med "Grand Cross" (Stora korset) och vald till ordförande av den "Internationella juryn för de sköna konsterna".

## Andra krigsbilder
Mindre betydande är Napoleon III till häst med sina generaler (Louvren). Långt senare utförde Meissonier sina motiv ur Napoleon I:s historia, 1806 (slaget vid Jena, 1889) och Slaget vid Friedland 1807 (1875, Metropolitan museum i New York).
Andra krigsbilder var Desaix vid Rhenarmén och Moreau vid Hohenlinden. Meissonier målade även porträtt (självporträtt och porträtt av Dumas fils i naturlig storlek, Louvren), utförde landskap, etsningar (15 blad) och skulpturer i liten skala (Duroc 1796, Härold, Sårad häst med flera statyetter, även en spis med karyatider i sten, Louvren). Meissonier är rikligt representerad i Louvren (förutom redan nämnda arbeten av Väntan, Sjungande dam, Förtroende, Mannen utväljer sin värja, Tvätterska i Antibes, Simson, Damporträtt och av en mängd studier) och likaså i Wallace-museet i London. Musée Condé i Chantilly äger Kyrassiärer från 1805 med flera. Meissonier erhöll oerhörda pris för sina målningar, men skydde å andra sidan ej heller några kostnader för sin konstutövning. Han mottog många yttre utmärkelser. År 1861 blev han medlem av Institutet och 1868 av Stockholms konstakademi. 

## Société nationale des beaux-arts
Under Meissoniers presidium bildades i Paris 1890 konstnärsföreningen Société nationale des beaux-arts, en oppositionsyttring mot den äldre konstnärsföreningen och dess årliga salonger. Oppositionens salonger, som likaledes blev årligen återkommande, kom emellertid ej i väsentlig mån att skilja sig från den andra konstnärskorporationens. Meissoniers staty (av Mercié) avtäcktes 1905 utanför Louvren.